# Ърнест Леман
Ърнест Леман (на английски: Ernest Lehman) е американски сценарист.

## Биография
Той е роден на 8 декември 1915 година в Ню Йорк в заможно еврейско семейство. Завършва Нюйоркския градски колеж, след което работи като автор на текстове на реклами, а от средата на 50-те години започва да пише филмови сценарии. Още първите му филми имат успех и през следващите години той е номиниран 5 пъти за награди „Оскар“ – за сценариите на филмите „Сабрина“ („Sabrina“, 1954), „Север-северозапад“ („North by Northwest“, 1959), „Уестсайдска история“ („West Side Story“, 1961), „Кой се страхува от Вирджиния Улф?“ („Who's Afraid of Virginia Woolf?“, 1966) и „Хелоу, Доли!“ („Hello, Dolly!“, 1969), а през 2001 година получава специална почетна награда.
Ърнест Леман умира на 2 юли 2005 година в Лос Анджелис.